# Texas Flood (canción)
«Texas Flood» es la tercera pista en el álbum debut de Stevie Ray Vaughan, Texas Flood. Fue originalmente escrita e interpretada por Larry Davis.

## Estilo y estructura
Aunque "Texas Flood" tiene tres versos de letra, la canción es más bien un solo de guitarra prolongado, permitiendo a Vaughan mostrar su característico estilo de blues eléctrico.
Estilísticamente, su estructura se basa en la progresión de tres acordes del blues. Escrita e interpretada en clave de Fa #, tiene un tiempo de 12/8 o tiempo compuesto, que le da un "feeling lento", común en el blues de Texas.

## Otros usos
- Una versión de "Texas Flood" aparece en el videojuego Guitar Hero.
- La versión original aparece en el juego en serie Rock Band como contenido descargable, junto con las otras pistas del álbum "Texas Flood".